# Homorthodes lindseyi
Homorthodes lindseyi är en fjärilsart som beskrevs av Benjamin 1922. Homorthodes lindseyi ingår i släktet Homorthodes och familjen nattflyn. Inga underarter finns listade i Catalogue of Life.

## Bildgalleri

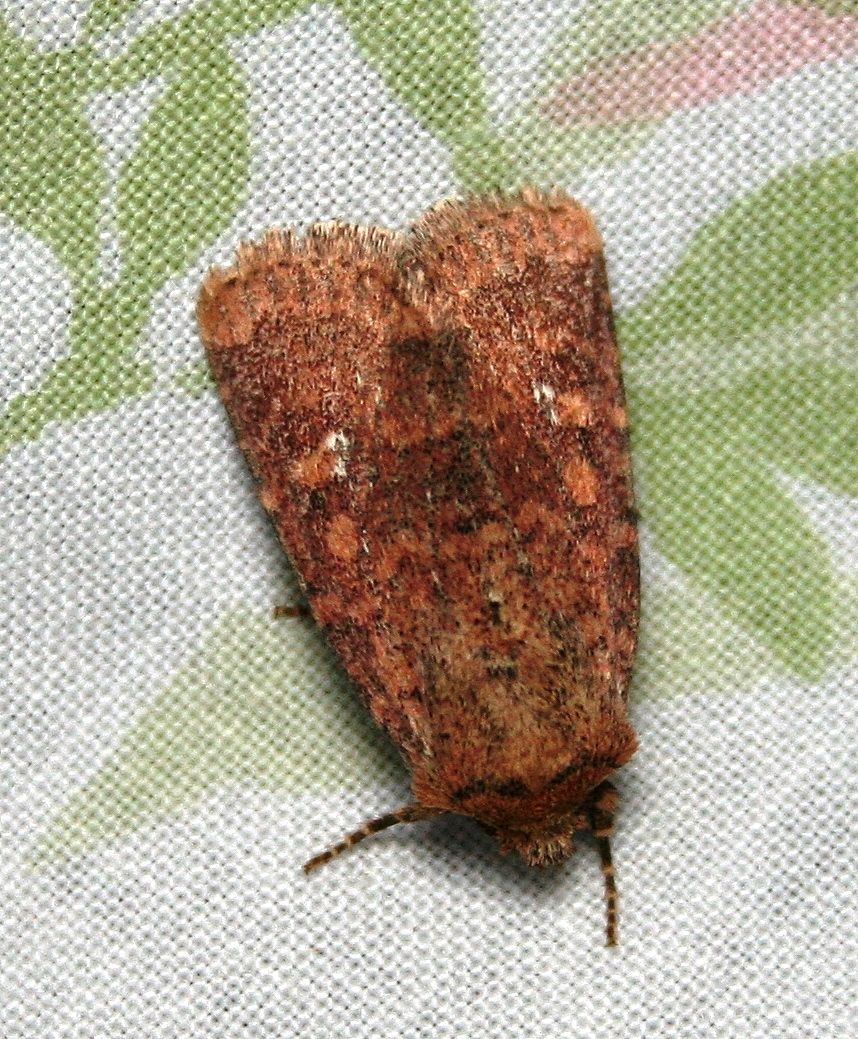